# Cóndor uno cero cinco
Cóndor uno cero cinco es una serie de televisión de drama histórico argentina emitida por la TV Pública. Gira en torno a un grupo de jóvenes argentinos que llevaron adelante el Operativo Cóndor en la década del sesenta. Está protagonizada por María Abadi, Nicolás Mateo, Julián Tello, Julián Larquier, Fernando Contigiani y Diego Gentile.
El estreno de la serie fue 4 de mayo de 2023. Al día siguiente, después de su emisión en televisión, los episodios fueron lanzados en la plataforma Cont.ar.
La serie resultó ser una de las producciones ganadoras del concurso «Renacer Audiovisual», un programa impulsado por el Ministerio de Cultura y la Secretaría de Medios y Comunicación Pública que permitió su financiación y producción con el fin de fomentar la ficción nacional.

## Sinopsis
La serie retrata los hechos sucedidos durante el «Operativo Cóndor» que fue llevado a cabo en 1966 por unos jóvenes argentinos que intentarán desviar un avión de la empresa Aerolíneas Argentinas que se dirige a Río Gallegos, pero cambiarán su rumbo a las Islas Malvinas con el fin de reclamar la soberanía del territorio. 

## Elenco

### Principal
- María Abadi como Inés Veret
- Nicolás Mateo como Juan Branco
- Julián Tello como «El Chato»
- Julián Larquier como Román Funes
- Fernando Contigiani como Alfredo Russo
- Diego Gentile como Horacio Galtun

### Secundario
- Gustavo Pardi como Florencio Ortiz
- Heinz K. Krattiger como Jan Jansen
- Edward Green como Fletcher Low
- Raymond E. Lee como Lucas Bastien
- Valentina Cottet como Franca Costa
- Lucas Stoessel como Antonio Rivero
- Bruno Alcón como Manuel Salerno
- Franco Camilato como Leopoldo Ancón
- Jorge Ojeda como Buchannan

## Episodios
| N.º | Título       | Dirigido por                         | Escrito por                  | Fecha de emisión original | Audiencia (millones) |
| --- | ------------ | ------------------------------------ | ---------------------------- | ------------------------- | -------------------- |
| 1   | «Episodio 1» | Federico Suárez y Nano Garay Santaló | Nati Holland y Paula Marotta | 4 de mayo de 2023         | 0.4                  |
| 2   | «Episodio 2» | Federico Suárez y Nano Garay Santaló | Nati Holland y Paula Marotta | 11 de mayo de 2023        | 0.4                  |
| 3   | «Episodio 3» | Federico Suárez y Nano Garay Santaló | Nati Holland y Paula Marotta | 18 de mayo de 2023        | 0.3                  |
| 4   | «Episodio 4» | Federico Suárez y Nano Garay Santaló | Nati Holland y Paula Marotta | 1 de junio de 2023        | 0.3                  |
| 5   | «Episodio 5» | Federico Suárez y Nano Garay Santaló | Nati Holland y Paula Marotta | 8 de junio de 2023        | 0.2                  |
| 6   | «Episodio 6» | Federico Suárez y Nano Garay Santaló | Nati Holland y Paula Marotta | 15 de junio de 2023       | 0.1                  |
| 7   | «Episodio 7» | Federico Suárez y Nano Garay Santaló | Nati Holland y Paula Marotta | 22 de junio de 2023       | 0.4                  |
| 8   | «Episodio 8» | Federico Suárez y Nano Garay Santaló | Nati Holland y Paula Marotta | 29 de junio de 2023       | 0.3                  |

## Recepción

### Comentarios de la crítica
Pato Daniele del diario Perfil destacó el trabajo estético de la serie resaltando la realización de las escenas y los detalles de vestuario, como así también la elección del casting, cuyas «interpretaciones están ajustadas a lo marcado y en la mayoría resultan muy creíbles», sin embargo, marcó que «lamentablemente la trama se vuelve lenta y perezosa en los dos primeros capítulos, dejando entrever apenas qué es lo que va a pasar, y pierde tiempo en mostrar las caras y el pretendido nerviosismo de los involucrados dilatando la trama sin aportar demasiado».